# Robert I. von Metz
Robert I. (auch Ruotbert) († 2. oder 3. Januar 917) war von 883 bis 917 Bischof von Metz.

## Leben
Robert I. stammte aus einer adeligen alamannischen Familie. Er ging zunächst in das Kloster St. Gallen. Dort gehörte er zu dem Kreis um Notker den Stammler.
Im Jahr 883 wurde er wahrscheinlich auf Betreiben von Kaiser Karl III. Bischof von Metz. Ob er auch das erzbischöfliche Pallium vom Papst erhielt, ist unklar. Karl III. hielt 886 in Metz eine Reichsversammlung ab. Er nahm 888 an einer Reichsversammlung unter Arnulf von Kärnten in Frankfurt am Main teil. Kurze Zeit später rückte Guido von Spoleto wahrscheinlich bis nach Metz vor, um sich in Langres zum König von Burgund krönen zu lassen. Wahrscheinlich 893 fand in Metz die Provinzialsynode des Erzbistum Trier statt. 895 nahm er an der Synode von Trebur teil. In Roberts Zeit war Ludwig das Kind, der letzte karolingische König des Ostfrankenreichs, zweimal in Metz. Mehrfach war auch der westfränkische König Karl III. in Metz. Welche politische Rolle Robert zwischen dem ost- und westfränkischen Reich einnahm, ist jedoch unklar.
In der Überlieferung taucht Robert vor allem als Klosterreformer auf. Außerdem wird er für die Erneuerung der Stadtmauer von Metz gerühmt. In dieser Zeit war das monastische Leben seiner Diözese in der Krise. Robert übernahm daher auch die Leitung der Abtei Gorze, die ein bischöfliches Eigenkloster war. Eine wirkliche Klosterreform setzte aber erst deutlich später unter Bischof Adalbero I. von Bar ein. Sein Verhältnis zum karolingischen Hauskloster St. Arnulf war nicht frei von Spannungen. Nach seinem Tod wurde er im Kloster St. Gallen bestattet.